# Gérard Groote

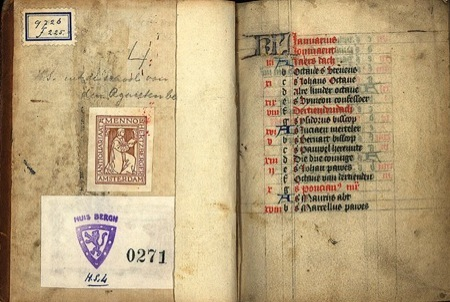
Bréviaire écrit par Geert Grote.

Gérard Groote ou Gérard de Groote, en néerlandais : Geert Grote, en latin : Gerardus Magnus, né en 1340 à Deventer dans les Pays-Bas et mort dans la même ville en 1384, est un clerc (non-prêtre) néerlandais à l'origine d'un nouveau courant spirituel à l'intérieur de la catholicité : la devotio moderna, et fondateur des Frères (et sœurs) de la vie commune.

## Biographie
Né dans une famille aisée de Deventer, orphelin à dix ans, il fait de brillantes études universitaires à Paris et à Cologne où il étudie les sciences naturelles, le droit et les arts. En 1374, il « se convertit », c'est-à-dire qu'il rejette les sciences profanes et brûle tous ses livres, et se retire  pendant trois ans à la chartreuse de Monichusen. Il est alors très influencé par les mystiques rhénans, notamment Henri Suso dont il lit l'Horlogium, et surtout Jean de Ruysbroeck, dont il n'accepte cependant pas toutes les doctrines et "attitudes" spirituelles. Après un séjour à la chartreuse de Monichusen et le refus par humilité de la prêtrise, voulant demeurer simple diacre, il se lance à partir de 1379 dans une prédication itinérante violente à travers les Pays-Bas, ce qui le fait assimiler aux hérétiques dolciniens. Il critique avec virulence les mœurs ecclésiastiques de son temps et prêche la conversion et la pénitence. Il meurt à 44 ans sans avoir pu réaliser ce dont il rêvait. 
Il jette cependant les bases d'une nouvelle forme de vie religieuse, celle des fraternités des Frères de la vie commune et surtout celle d'une nouvelle conception de la spiritualité, la devotio moderna. Toutes deux vont être développées et diffusées par ses disciples, notamment Florent Radewijns (vers 1350-1400).

## Œuvres
Gérard Groote laisse un grand nombre d'ouvrages ascétiques, oratoires et autobiographiques, qui permettent de cerner ses orientations. La conversion du cœur et la pratique des vertus chrétiennes priment. La contemplation perd l'aspect intellectuel que lui avaient donné les mystiques rhénans et devient simple prière. Il insiste sur la nécessité du dépouillement préalable de celui qui va prier. Selon lui, il faut surtout imiter l'humanité du Christ et allier vie active et contemplation.